# SERCA
Sarcoplasmatisch/endoplasmatisch reticulum calcium ATPase, kortweg SERCA, is een P-type ATPase die zich in het membraan van het sarcoplasmatisch reticulum (SR) bevindt die er voor zorgt dat {\displaystyle {\ce {Ca2+}}} actief getransporteerd wordt in een spiercel (In spiercellen wordt het sarcoplasmatisch reticulum ook wel het glad ER genoemd). Het transporteert calcium-ionen tegen hun elektrochemische gradiënt in van het sarcoplasma naar het sarcoplasmatisch reticulum, en gebruikt daarvoor energie in de vorm van ATP. 
Bij spiercontractie zal {\displaystyle {\ce {Ca2+}}} uit het ER in het cytosol gepompt worden, terwijl bij spierrelaxatie {\displaystyle {\ce {Ca2+}}} terug uit het cytosol in het ER lumen gepompt wordt.
Een gerelateerd enzym is aanwezig in het sarcolemma ofwel celmembraan. Dit wordt de sarcolemmale calciumpomp genoemd, en dient om calcium-ionen uit het sarcoplasma de cel uit te pompen. Beide pompen helpen dus om de calciumconcentratie in het sarcoplasma laag te houden.
In het celmembraan en in het membraan van het SR bevinden zich diverse soorten calciumkanalen die, wanneer een actiepotentiaal optreedt, plotseling openen en zo calcium-ionen van buiten de cel en uit het sarcoplasmatisch reticulum in het sarcoplasma loslaten. Door de stijgende calciumconcentratie worden de myofibrillen aangezet om kracht te genereren en de cel te laten samentrekken. Na afloop van de actiepotentiaal zorgen de calciumpompen, samen met de natrium-calciumuitwisselaar, ervoor dat de cel weer kan ontspannen.